# Митчелл, Эдриан
Эдриан Митчелл (англ. Adrian Mitchell, 24 октября 1932 — 20 декабря 2008) — английский поэт, писатель и драматург. Начинал как журналист, потом стал известной фигурой среди британских левых, почти полвека был поэтическим голосом антивоенного и антиядерного движения в стране. Литературный и театральный критик Кеннет Тинан назвал его британским Маяковским.
Митчелл старался побороть своим творчеством положение, при котором, по его собственным словам, «большая часть людей игнорируют большую часть поэзии, так как большая часть поэзии игнорирует большую часть людей».
Вдохновлённый примером своего любимого поэта и предшественника Уильяма Блейка, Митчелл прошёл путь от анархистской антивоенной сатиры через любовную лирику к рассказам и стихам для детей. Он так же писал либретто.
«Таймс» писала, что Митчелл обладает «решительным голосом, всегда смешанным с нежностью». Стихи Митчелла о войне во Вьетнаме, о тюрьмах и расизме стали частью «левого фольклора», часто читались на демонстрациях и митингах.

## Биография

### Ранние годы
Митчелл родился недалеко от Хэмпстед-хит, в Северном Лондоне. Его мать, Катлин Фабиан, работала в детском воспитательном учреждении Фридриха Фрёбеля, а его отец Джок Митчелл был химиком. Первую свою пьесу Эдриан поставил в девять лет, ещё в школе. После окончания учёбы Митчелл проходил службу в королевских военно-воздушных силах, где проявился его «природный пацифизм». Далее он занялся изучением английского в оксфордском колледже Крайст-Чёрч, где его преподавателем был сын Дж. Р. Р. Толкиена. Стал председателем университетского поэтического общества и литературным редактором «Isis magazine». По окончании учёбы получил работу репортера в газете «Oxford Mail», а позже в лондонской «Evening Standard». Как редактор раздела поэзии в журнале «New Statesman» был первым, кто опубликовал интервью с «The Beatles».
«Унаследовав достаточно денег, чтобы жить на них в течение года, я написал свой первый роман и первую телевизионную пьесу. Вскоре после этого я стал журналистом-фрилансером и начал писать о поп-музыке для „Daily Mail“ и о телевидении для „Sun“ и „Sunday Times“. Я бросил журналистику в середине шестидесятых и с тех пор нахожусь в свободном падении — как поэт, драматург и автор рассказов».

### Литературное творчество
Митчелл регулярно выступал с чтением стихов, очень часто — на мероприятиях, связанных с левым движением. Его коньком была сатира. Получив заказ на стихотворение о принце Чарльзе и его особых отношениях (как Принца Уэльского) с жителями Уэльса, он ответил коротко и ясно: «Королевский статус это невроз. Желаю скорейшего выздоровления».
В «Стихотворении на вкладке» он написал:
«У меня мозг социалиста,

Сердце анархиста,

Глаза пацифиста,

Кровь революционера».
(Перевод К. Медведева)
Его широко известное стихотворение «Тем, кого это касается» полно горького сарказма по поводу увиденных по ТВ ужасов вьетнамской войны:
Однажды правда с ног свалила меня,

И я хожу покалеченный с того дня

Так залейте мне ноги гипсом

Наврите мне про Вьетнам.
(Перевод К. Медведева)
Впервые он читал это стихотворение перед многотысячной антивоенной демонстрацией, которая стартовала от ядерного комплекса в Беркшире, заполонила улицы Лондона, а в итоге вылилась на Трафальгарскую площадь в Пасхальный понедельник 1964 года. Пока Митчелл читал стихотворение с парапета перед Национальной галереей, разъярённые демонстранты дрались с полицией. Позже он осовременивал стихотворение, упоминая актуальные события. Многие были потрясены, когда Митчелл прочитал «Соврите мне про Вьетнам» перед самым вторжением в Ирак в 2003 году.
Джон Бергер сказал, что «Современному британскому государству Митчелл противостоит с позиций этакого революционного народничества, похабства, остроумия и нежности, которая бывает свойственна животным».
Эдриан Митчелл умер в возрасте 76 лет в госпитале Северного Лондона в результате сердечного приступа. В течение двух месяцев он страдал от воспаления лёгких. За два дня до смерти он закончил своё последнее стихотворение «My Literary Career So Far». Он планировал его как рождественский подарок «всем друзьям, семье и животным, которых любил».
«Эдриан», по словам поэта Майкла Розена, «был социалист и пацифист, веривший, подобно Уильяму Блейку, что всё человеческое свято.
И он воспевал любовь к жизни с той же страстью, с которой громил тех, кто уничтожает жизнь. Он делал это с помощью своих стихотворений, пьес, текстов песен и выступлений. Он пел, выпевал, нашёптывал и выкрикивал свои стихи везде, где было возможно, заставляя нас любить нашу жизнь, любить наши умы и тела и бороться против тирании, притеснения и эксплуатации».
Единственный перевод стихов Митчелла на русский язык был сделан поэтом и переводчиком Кириллом Медведевым. В 2010 году в Свободном марксистском издательстве вышла книга «Джунгли любят тебя», в которую вошли переводы стихотворений Митчелла разных лет.

### Семья
У Митчелла осталась жена, актриса Селия Хьюитт, и две их дочери, Саша и Бэтти. У него так же осталось два сына и дочь от первой жены Маурин Буш: Брайони, Алистер и Дэнни. а также девять внуков: Робин, Артур, Шарлотта, Наташа, Зои, Кетлин, Энни, Лола и Лили.